# Agathis kinabaluensis
Agathis kinabaluensis là một loài thực vật hạt trần trong họ Araucariaceae. Loài này được de Laub. mô tả khoa học đầu tiên năm 1979.